# Freetown
Freetown ist die Hauptstadt des westafrikanischen Staates Sierra Leone und hat etwa 610.000 Einwohner (Stand 2021). Freetown liegt an der Nordwestspitze der Freetown Peninsula, einer Halbinsel, die in den Atlantischen Ozean reicht und am Sierra Leone River liegt.

## Geographie

### Landschaft
Die Landschaft um Freetown ist gekennzeichnet von Hügeln mit tropischem Regenwald, die bis an die Sandstrände reichen. Ein Großteil des Primärwaldes ist durch Brandrodung und Logging zerstört worden. 2010 wurde das gesamte Gebiet der Peninsula als Western Area Peninsular-Nationalpark in seinem Schutzstatus erhöht, um den Erhalt der bestehenden Wälder sicherzustellen. Im südlichen Teil der Peninsula sowie an den Flussmündungen sind Mangroven und Sumpfland verbreitet. Diese sind vor allem um den Aberdeen Creek im Zentrum der Stadt bedroht.

### Klima

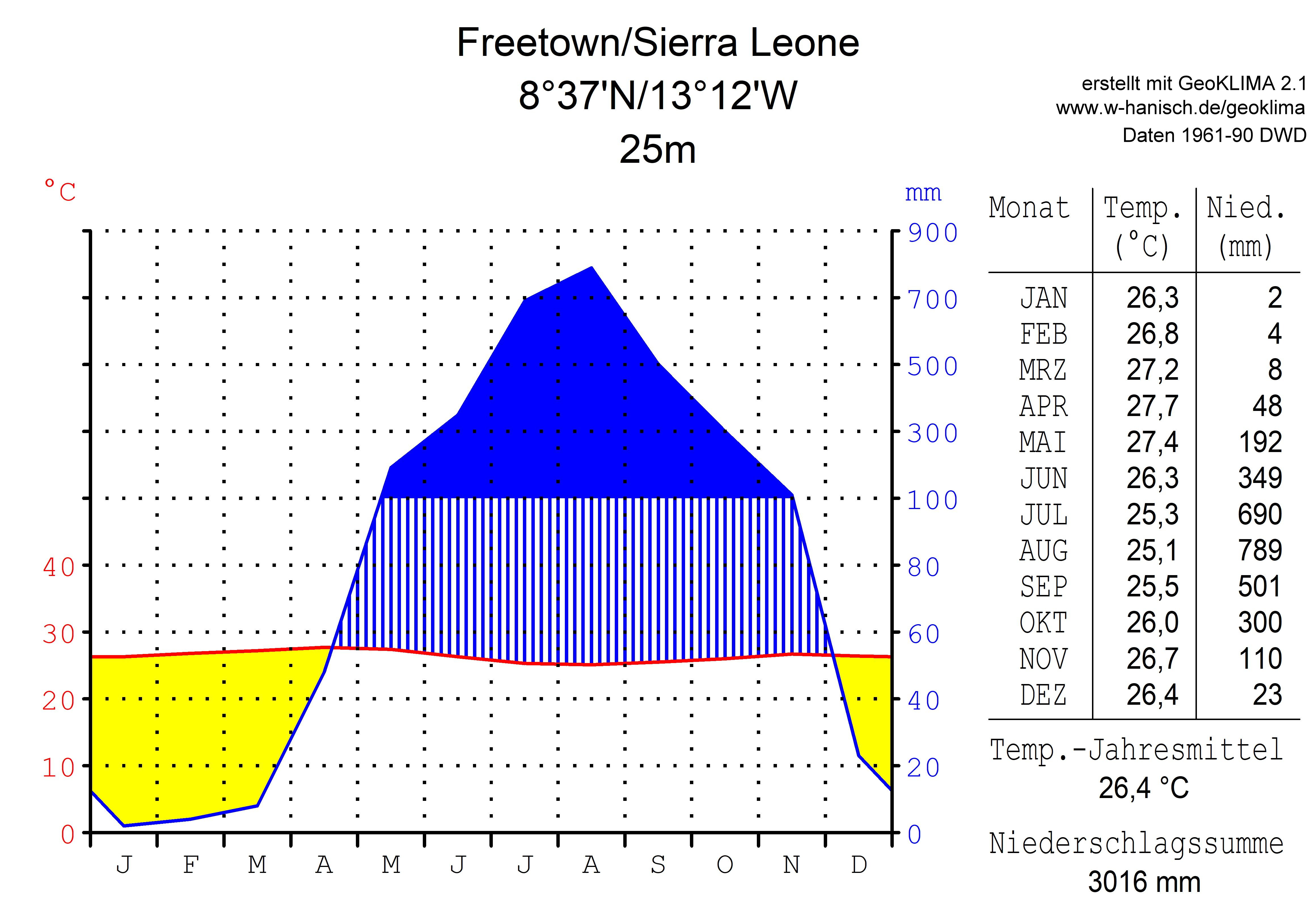
Klimadiagramm Freetown

Das Klima in Freetown ist tropisch-feucht mit Niederschlägen nicht weniger als 3000 Millimeter pro Jahr. Freetown gilt damit als eine der feuchtesten Hauptstädte der Erde.
Das Klima unterteilt sich in drei Jahreszeiten: eine Regen-, eine Trockenzeit und die Harmattanzeit. Die Regenzeit beginnt im Mai und endet im November. Der Höhepunkt zwischen Juni und Oktober wird durch tägliche Gewitter und Regenfälle gekennzeichnet, die nicht selten Wochen anhalten. Der Harmattan, ein trockener Saharawind, weht zwischen Dezember und Februar.
Mitte Oktober beginnt die Trockenzeit, Niederschläge werden seltener. Im Dezember und Januar ist das Klima durch den Harmattan geprägt, einem Wind aus der Sahara, der Staub und auch kühle Luft mit sich bringt. Februar, März, April sind die heißesten Monate mit seltenen Niederschlägen.
Die Temperaturen liegen ganzjährig am Tag bei 28 °C bis 31 °C, nachts zwischen 23 °C und 25 °C. Im Jahresdurchschnitt herrscht eine Tagestemperatur von 30 °C, nachts von 24 °C. Der Atlantik hat konstante 26 bis 27 °C. Die Luftfeuchtigkeit fällt selten unter 75 Prozent, liegt zwischen April und November meist bei deutlich über 90 Prozent.
|                        | Jan | Feb | Mär  | Apr  | Mai   | Jun   | Jul   | Aug   | Sep   | Okt   | Nov  | Dez  |   |         |
| Mittl. Temperatur (°C) | 27  | 28  | 28   | 28   | 28    | 27    | 26    | 26    | 26    | 27    | 28   | 27   | ⌀ | 27,2    |
| Mittl. Tagesmax. (°C)  | 31  | 30  | 31   | 31   | 31    | 30    | 29    | 28    | 29    | 30    | 31   | 31   | ⌀ | 30,2    |
| Mittl. Tagesmin. (°C)  | 24  | 25  | 26   | 25   | 25    | 24    | 24    | 24    | 24    | 24    | 25   | 24   | ⌀ | 24,5    |
|                        |     |     |      |      |       |       |       |       |       |       |      |      |   |         |
| Niederschlag (mm)      | 3,4 | 3,6 | 12,5 | 46,9 | 177,2 | 323,0 | 734,3 | 791,1 | 484,1 | 265,8 | 87,5 | 15,9 | Σ | 2.945,3 |
|                        |     |     |      |      |       |       |       |       |       |       |      |      |   |         |
| Sonnenstunden (h/d)    | 7,3 | 7,7 | 7,5  | 6,9  | 6,1   | 5,1   | 3,3   | 2,8   | 4,2   | 6,0   | 6,6  | 5,2  | ⌀ | 5,7     |
|                        |     |     |      |      |       |       |       |       |       |       |      |      |   |         |
| Regentage (d)          | 0   | 0   | 1    | 4    | 15    | 22    | 27    | 27    | 24    | 21    | 9    | 2    | Σ | 152     |
|                        |     |     |      |      |       |       |       |       |       |       |      |      |   |         |
| Wassertemperatur (°C)  | 26  | 26  | 26   | 26   | 26    | 26    | 26    | 26    | 26    | 26    | 26   | 26   | ⌀ | 26      |
|                        |     |     |      |      |       |       |       |       |       |       |      |      |   |         |
| Luftfeuchtigkeit (%)   | 76  | 75  | 75   | 75   | 80    | 84    | 87    | 88    | 87    | 85    | 83   | 79   | ⌀ | 81,2    |

| 24 |

| 25 |

| 26 |

| 25 |

| 25 |

| 24 |

| 24 |

| 24 |

| 24 |

| 24 |

| 25 |

| 24 |

| 24 |

| 25 |

| 26 |

| 25 |

| 25 |

| 24 |

| 24 |

| 24 |

| 24 |

| 24 |

| 25 |

| 24 |

## Geschichte

### Erste Besiedlung
In dem Gebiet um das spätere Freetown wurden ab 1792 von den Briten befreite Sklaven angesiedelt. Sie stammten aus Großbritannien, wo die Sklaverei 1807 abgeschafft worden war, Kanada, den USA sowie aus Jamaika (Maroons). Bunce Island, eine Freetown vorgelagerte kleine Insel, war lange Zeit der größte Sklavenumschlagplatz Westafrikas.

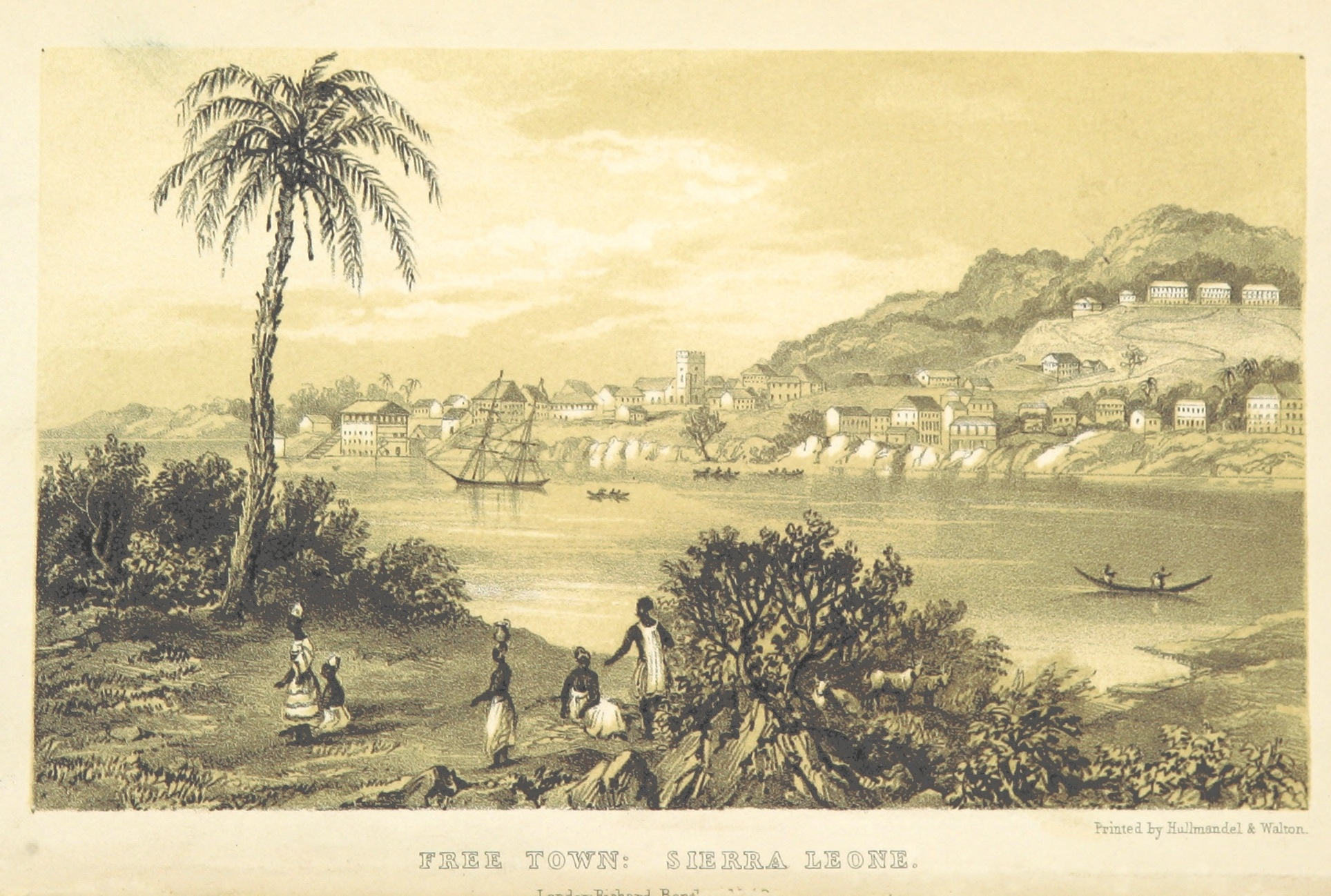
Freetown (1850)

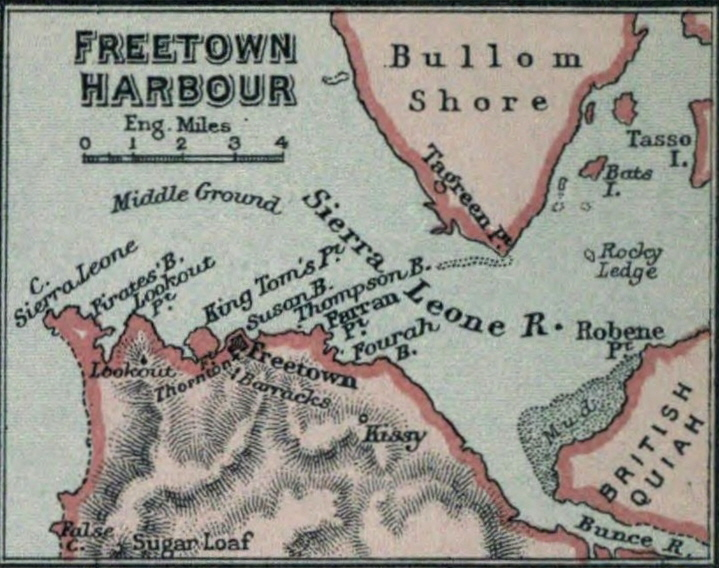
Karte von Freetown (1894)

Bevor die Weißen an die Küste gelangten, hieß Freetown „Romarong“, die „Stadt der Wehklagen“. Dieser Name entsprang dem konstanten „Schreien“ und „Weinen“ der Verunglückten in den starken Stürmen an der Mündung des Sierra Leone River. Die ersten weißen Siedler gaben ihr den Namen „Granville Town“.

### Kolonialzeit

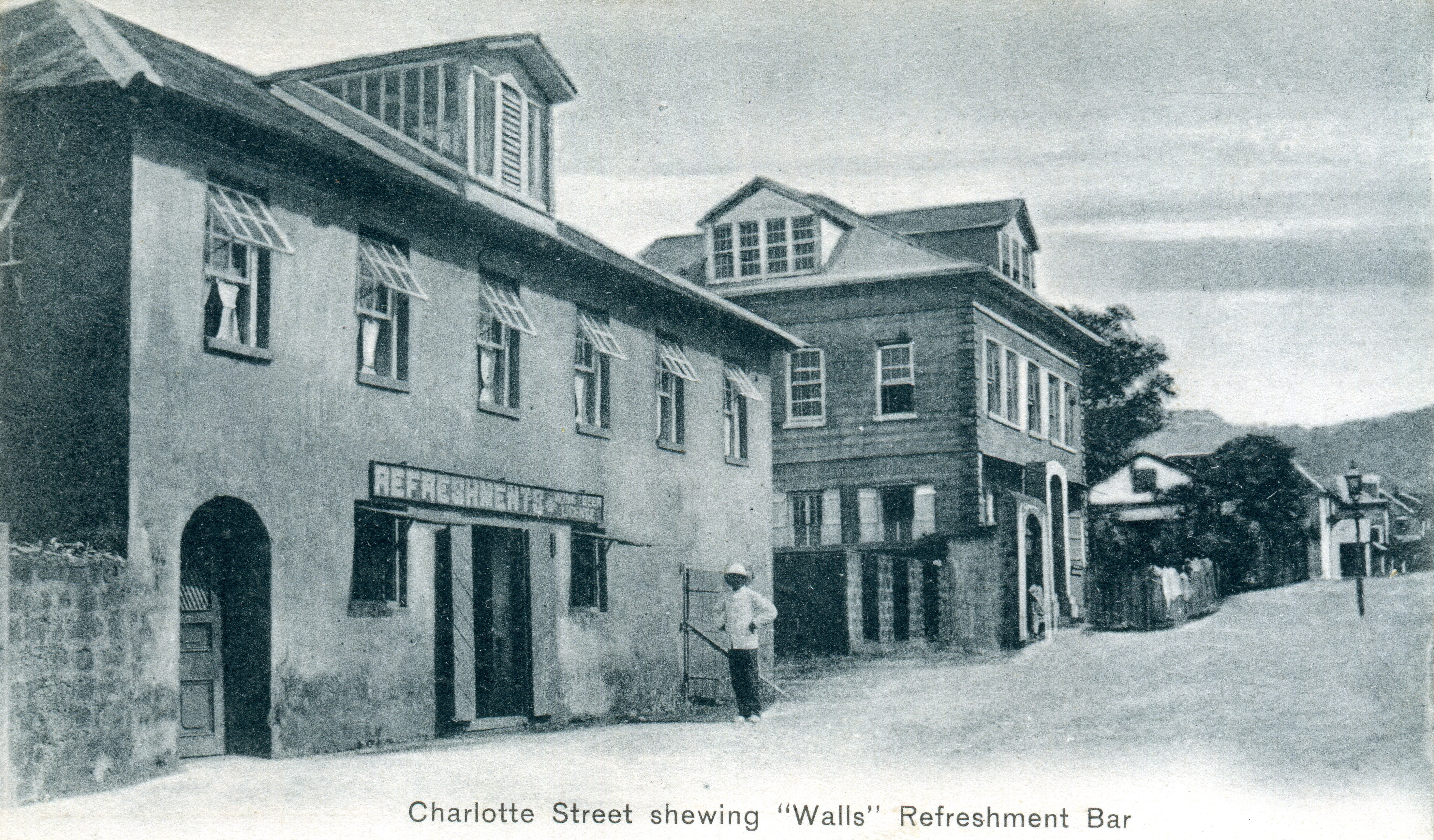
Freetown (um 1905)

Zwischen 1808 und 1874 war Freetown die Hauptstadt von Britisch-Westafrika. Es war wichtigster Standort der Royal Navy West Africa Squadron, die vor allem das Verbot des Sklavenhandels durchsetzen sollte. In dieser Zeit nahm die Bevölkerung in Freetown trotz hoher Sterblichkeit deutlich zu, da zahlreiche befreite Sklaven angesiedelt wurden.

### Jüngere Geschichte
Ende der 1990er Jahre fanden in der Stadt im Rahmen des Bürgerkriegs erbitterte Kämpfe zwischen Rebellen und den Regierungstruppen statt. Sie wurde 1998 von Truppen der ECOWAS eingenommen, die wieder Ahmad Tejan Kabbah als Präsidenten wollten. 1999 griffen Truppen der Revolutionary United Front die Stadt an, im Mai wurde ein Waffenstillstand vereinbart. Aber erst Anfang 2002 konnte der Bürgerkrieg mit Unterstützung der Vereinten Nationen (UNAMSIL) beendet werden. Im gleichen Jahr wurde Freetown Sitz des Sondergerichtshofs für Sierra Leone, der die für begangene Kriegsverbrechen Hauptverantwortlichen zur Rechenschaft ziehen soll.
Für das Jahr 2016 hat die ISESCO Freetown zur Hauptstadt der Islamischen Kultur der afrikanischen Region ernannt.

## Bevölkerung
Die Bevölkerung in Freetown setzt sich aus praktisch allen Volksgruppen des Landes zusammen. Aktuell (Stand 2019) verzeichnet die Stadt einen Bevölkerungszuwachs von mehr als vier Prozent im Jahr. 2021 hatte Freetown 610.000 Einwohner und damit nahezu 400.000 weniger als beim Zensus 2015. Bis 2028 wird mit einer Verdopplung gerechnet.

## Politik und Verwaltung
Freetown wird von einem Stadtrat (City Council) unter Vorsitz eines Bürgermeisters geführt. Dieses Amt nimmt seit 2012 Sam Franklyn Gibson wahr. Das historische Zentrum der Stadt ist die eigentliche City of Freetown (vgl. City of London). Der Bau eines neuen zentralen Verwaltungsgebäudes für den Stadtrat ist seit Ende 2017 geplant.

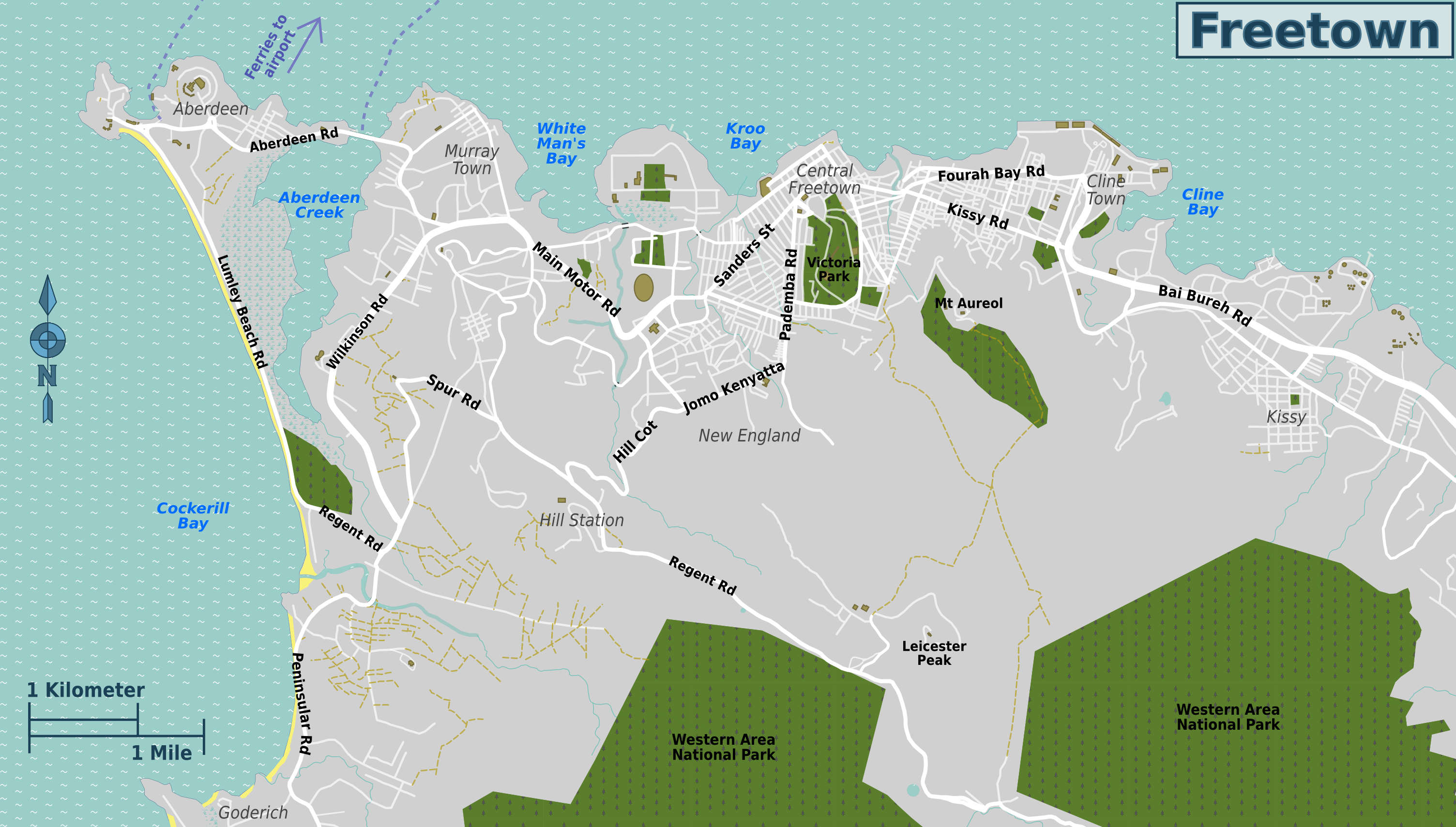
Karte vom Stadtzentrum von Freetown

Politisch ist Greater Freetown in drei Bezirke untergliedert: East End, Central und West End, die sich wiederum in insgesamt 17 Wahlkreise (Liste der Wahlkreise in Sierra Leone) gliedern.
Die Stadt verfügt mit dem Zentralgefängnis Freetown über ein Hochsicherheitsgefängnis, das im Jahr 1914 erbaut wurde.

## Wirtschaft und Infrastruktur

### Wirtschaft
Freetown ist das wirtschaftliche Zentrum des Landes. Die meisten großen Unternehmen haben einen Sitz oder ihren Hauptsitz in der Stadt. Der Hafen Freetown, einer der größten Naturhäfen der Erde, spielt eine wichtige Rolle. Industrien in Freetown sind die Getränkeabfüllung (unter anderem Sierra Leone Brewery), Fischverarbeitung, Reismühlen, Erdölraffinerien, Verarbeitungsunternehmen für Diamanten und Zigarettenherstellung.
Auch die nationale Wertpapierbörse - die Sierra Leone Stock Exchange befindet sich hier.

#### Tourismus

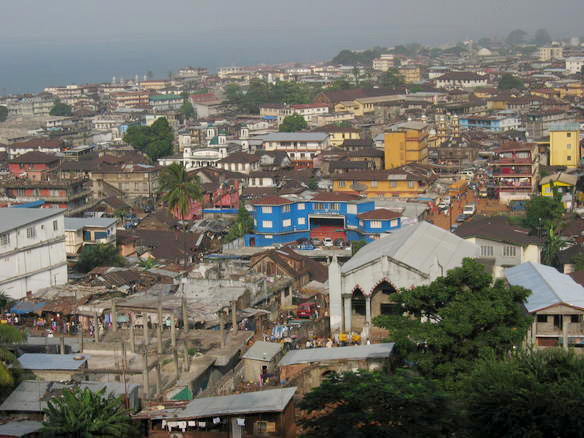
Blick auf Freetown vom Tower Hill

Einer der bekanntesten touristischen Anlaufstellen war der Cotton Tree. Der Baum stand mindestens seit 200 Jahren im Stadtzentrum von Freetown. Hier befindet sich auch das kleine Sierra Leone National Museum. Der Baum fiel am 24. Mai 2023 während eines heftigen Sturms um.
Weitere Sehenswürdigkeiten sind das Gebäude des Obersten Gerichtshofes, die sog. „Portugiesischen Treppen“, das Tor zum Old Kings Yard und die drei historischen Kanonen an der Stadtgrenze.
Unter den Gotteshäusern sind verschiedene Kirchen sehenswert wie die St. John’s Maroon (von 1820), St.-George’s-Kathedrale (1828), Jamiul-Salaam-Foulah-Town-Moschee (1830), Muammar-al-Gaddafi-Moschee, die römisch-katholische Sacred Heart Cathedral sowie die Zentralmoschee Freetown.

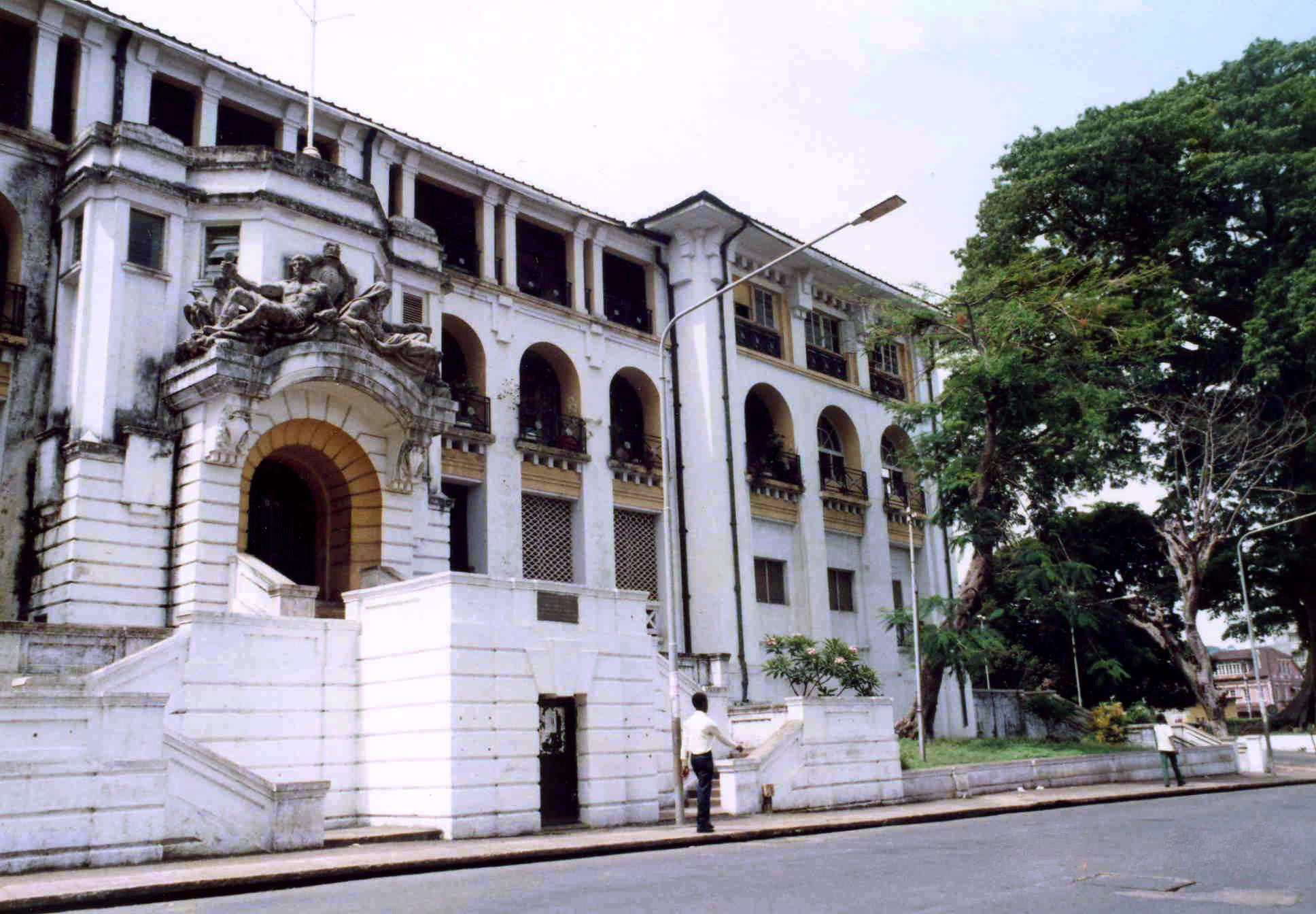
Oberster Gerichtshof

Im Nationalen Eisenbahn-Museum in Cline Town wird die größte und schwerste jemals gebaute Schmalspur-Lokomotive ausgestellt. In den Hügeln außerhalb von Freetown liegt das Schimpansenschutz- und -aufzugsgebiet Tacugama.
Entlang der Peninsula befinden sich viele kleine Inseln, u. a. Bunce Island mit den Ruinen eines Forts. Lumley Beach direkt in Freetown ist ein beliebter Anlaufpunkt.
Weitere Strände sind:
- River No. 2 Beach (30 Minuten von Freetown)
- Lakka Beach
- Toke Beach
- Mamma Beach
- Kent Beach

2017 wurde der Victoria Park im Stadtzentrum in den Freetown Amusement Park, einem kleinen Freizeitpark, umgewandelt.

### Verkehr

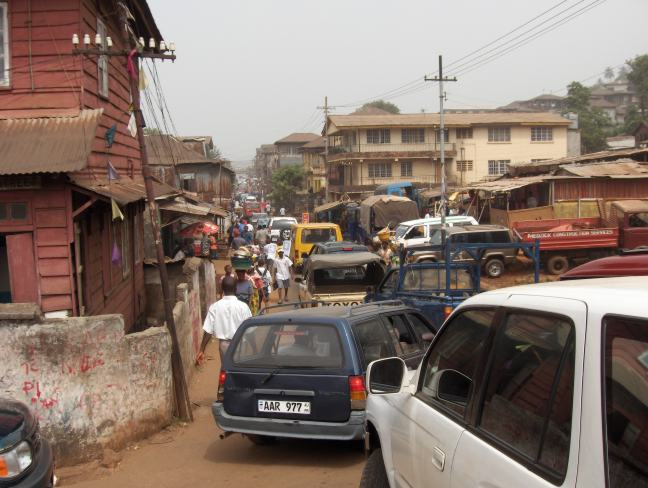
Typische Straße und Verkehr in Freetown

Der Hafen Freetown spielt traditionell eine wichtige Rolle. Er ist der drittgrößte Naturhafen der Erde und wurde Ende 2013 erstmals wieder von großen Kreuzfahrtschiffen angefahren.
Durch den Internationalen Flughafen Lungi, auf der anderen Seite des Sierra Leone Rivers, und den stadtnahen Flugplatz Hastings an das internationale Flugverkehrsnetz angeschlossen.
Freetown kämpft mit chaotischen Verkehrszuständen aufgrund schlechter Straßenverhältnisse – nur die wichtigsten Straßen sind asphaltiert –, hohen Verkehrsaufkommens und fehlender Straßenschilder. Freetown ist die größte Stadt der Erde ohne Ampelanlagen. Erste Ampelanlagen wurden in Betrieb genommen.

### Energie
Die Energieversorgung in Sierra Leone konnte zu keiner Zeit in den letzten 50 Jahren sichergestellt werden. Auch heute (Stand April 2019) gibt es keine durchgehende Stromversorgung in der Stadt. Durch den Bau eines Kraftwerkes am Bumbuna-Stausee (Bumbuna Hydroelectric Project) werden von der Stadtverwaltung seit 2009 vier Stunden öffentlicher Strom am Tag sichergestellt.
In der Nähe Freetowns sollte 2014 mit sechs Megawatt Leistung Westafrikas größter Solarpark entstehen.

### Wasser, Abwasser und Abfall
95 Prozent der Einwohner der Stadt verfügen über keinen Zugang zu Trinkwasser oder sind nicht an Abwassersysteme angeschlossen. Außerhalb des Stadtzentrums (Central Business District) gibt es keinerlei öffentliche Infrastruktur dieser Art. Es gibt zwei Abfallhalden in der Stadt. Monatlich wird ein Cleaning Day durchgeführt, bei dem die Bewohner die Straßen und Plätze säubern.

## Bildung und Sport

### Bildung

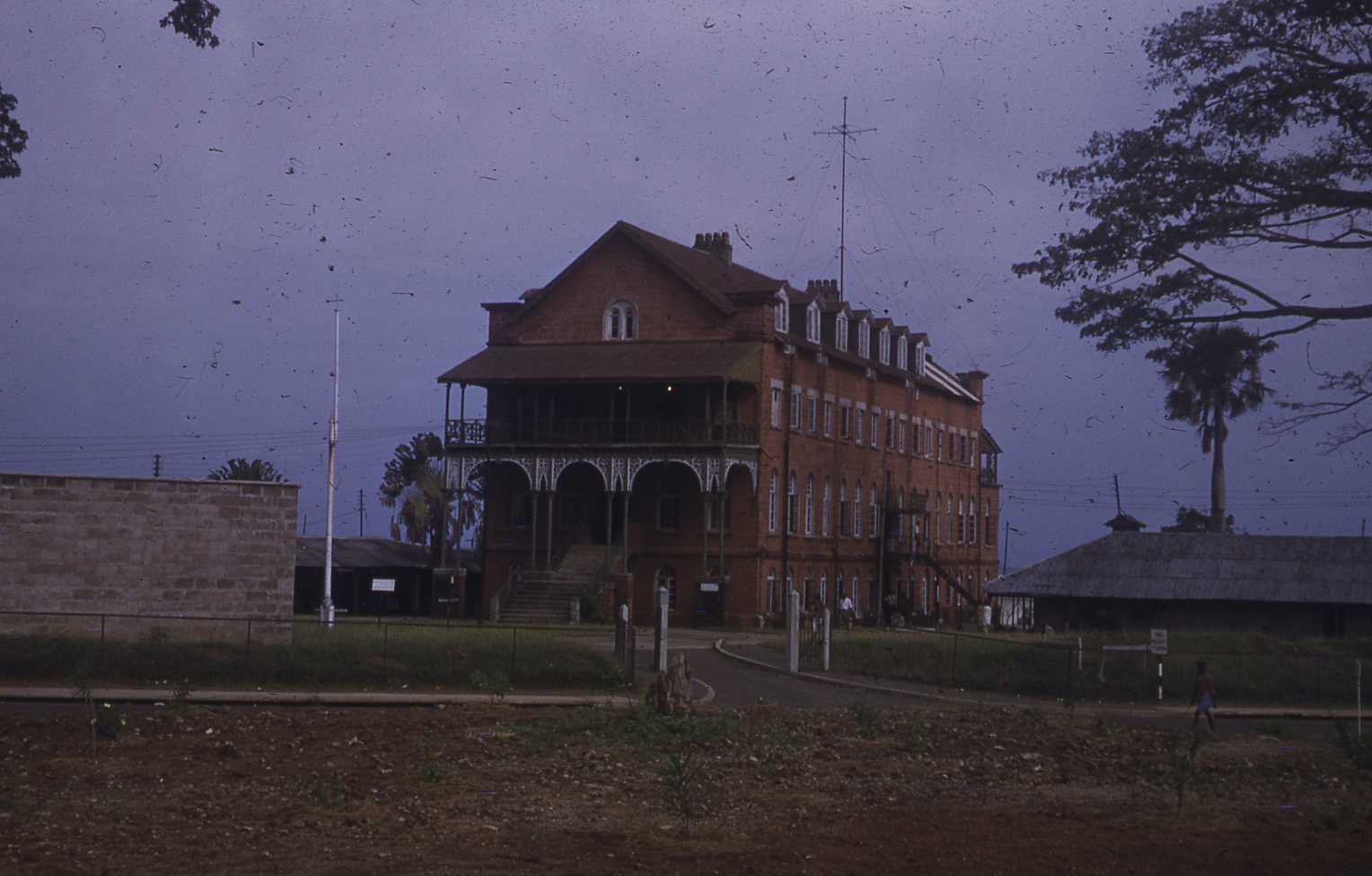
Ehemaliger Hauptsitz des Fourah Bay College (Datum unbekannt)

Die tertiäre Bildung wird vor allem durch die University of Sierra Leone (USL) und die Njala University sichergestellt. Letztere hat einen Campus in Freetown, jedoch den Hauptsitz in der Stadt Njala.
Das Fourah Bay College (Teil der USL) ist die älteste Universität Schwarzafrikas und der Grund, warum Freetown auch als „Athen Westafrikas“ bezeichnet wird. Sie wurde bereits 1827 gegründet. Ursprünglich eine Missionarsschule, entwickelte sich Fourah Bay schnell zu einem Magneten für viele gebildete Menschen aus ganz Westafrika. Sie erlangte insbesondere Berühmtheit in den Bereichen Theologie und Pädagogik. Ein weiterer dem College zugehöriger Campus ist die Eastern Polytechnic in Kenema.
Das Njala University College ist sowohl in Freetown (temporär, ursprünglich in der Stadt Njala) als auch in der Provinzhauptstadt Bo mit einem Campus vertreten. Ähnlich einer deutschen Fachhochschule werden hier vor allem technisch-praktische Fächer wie Landwirtschaft und Technologie unterrichtet.
Neben den Universitäten gibt es einige Polytechniken sowie zahlreiche Grund- und Oberschulen sowie Berufsschulen, darunter u. a.:
- Methodist Boys High School[15]
- American International School[16]
- Ayoub International School[17]
- Lebanese International School[18]

## Städtepartnerschaften
- Banjul, Gambia
- Conakry, Guinea
- Ganzhou, Volksrepublik China, seit 2008
- Hartford, Vereinigte Staaten[19]
- Hefei, Volksrepublik China, seit 1984[20]
- Kansas City, Vereinigte Staaten, seit 1974
- Kingston upon Hull, Vereinigtes Königreich, seit 1982
- Makeni, Sierra Leone, seit 2009
- New Haven, Vereinigte Staaten, seit 1981

Quelle: Freetown City Council, 2009

## Söhne und Töchter der Stadt
Auswahl in Freetown Geborener
- Charles Heddle (1812–1889), schottischstämmiger Unternehmer und Reeder
- Eldred Jones (1925–2020), Literaturwissenschaftler
- Desmond Luke (1935–2021), Diplomat und Politiker
- Gaston Bart-Williams (1938–1990), Oppositioneller, Journalist, Regisseur, Schriftsteller und Künstler
- Nabih Berri (* 1938), libanesischer Politiker
- Syl Cheney-Coker (* 1945), Schriftsteller
- Jeillo Edwards (* 1942), Schauspieler
- Patricia Piccinini (* 1965), Künstlerin
- Yvonne Aki-Sawyerr (* 1968), Politikerin
- Issa Sesay (* 1970), Paramilitär und Kriegsverbrecher
- Eunice Barber (* 1974), Leichtathletin
- Chris Bart-Williams (1974–2023), englischer Fußballspieler
- Lamin Conteh (1976–2022), Fußballspieler
- Kewullay Conteh (* 1977), Fußballspieler
- Roda Antar (* 1980), Fußballspieler
- Ibrahim Kargbo (* 1982), Fußballspieler
- Gibril Sankoh (* 1983), Fußballspieler
- Fatmata Fofanah (* 1985), bahrainisch-guineische Hürdenläuferin
- Umaru Bangura (* 1987), Fußballspieler
- Kanu Abdul (* 1990), Fußballspieler
- Rodney Strasser (* 1990), Fußballspieler
- Alhassan Kamara (* 1993), Fußballspieler
- Nathaniel Chalobah (* 1994), Fußballspieler
- Alhaji Kamara (* 1994), Fußballspieler
- Joyce Mattagliano (* 1994), italienische Leichtathletin
- Mohamed Buya Turay (* 1995), Fußballspieler
- George Davies (* 1996), Fußballspieler
- Mustapha Bundu (* 1997), Fußballspieler
- Dixon Alusine (* 1998), Fußballspieler
- Trevoh Chalobah (* 1999), Fußballspieler
- John Sesay (* 2003), Fußballspieler
- Juma Bah (* 2006), Fußballspieler

Auswahl in Freetown Verstorbener
- Thomas Peters (1738–1792), faktischer Gründer Freetowns
- Dixon Denham (1786–1828), englischer Afrikaforscher
- Edward Wilmot Blyden (1832–1912), liberianischer Staatsmann
- Siaka Stevens (1905–1988), Staatspräsident Sierra Leones

## Filmische Rezeption
- Freetown, Spielfilm von Garrett Batty, 2015. (auf YouTube)